# Riding High
Riding High – czarno-biały film muzyczny z 1950 roku z udziałem Binga Crosby'ego, w reżyserii Franka Capry.

## Obsada
- Bing Crosby jako Dan Brooks
- Coleen Gray jako Alice Higgins
- Charles Bickford jako J.L. Higgins
- Frances Gifford jako Margaret Higgins
- William Demarest jako Happy
- Raymond Walburn jako profesor Pettigrew
- James Gleason jako sekretarz
- Ward Bond jako Lee
- Clarence Muse jako Whitey
- Percy Kilbride jako Pop Jones
- Frankie Darro jako Jockey Ted Williams
- Irving Bacon jako sprzedawca hamburgerów
- Dub Taylor jako Joe

i inni